# Ніколя Джексон
Ніколя Джексон (фр. Nicolas Jackson, нар. 20 червня 2001, Банжул) — сенегальський футболіст гамбійського походження, нападник англійського клубу «Челсі».
Виступав, зокрема, за клуби «Каса Спортс», «Мірандес» та «Вільярреал Б».

## Ігрова кар'єра
Народився 20 червня 2001 року в місті Банжул. Вихованець юнацьких команд футбольних клубів «Каса Спортс» та «Вільярреал».
У дорослому футболі дебютував 2018 року виступами за команду «Каса Спортс», в якій провів один сезон.
Протягом 2020 року захищав кольори клубу «Вільярреал Б».
Своєю грою за останню команду привернув увагу представників тренерського штабу клубу «Мірандес», до складу якого приєднався 2020 року. Відіграв за клуб з Міранда-де-Ебро наступний сезон своєї ігрової кар'єри.
2021 року повернувся до клубу «Вільярреал Б». Цього разу провів у складі його команди один сезон.  Більшість часу, проведеного у складі другої команди  «Вільярреала», був основним гравцем атакувальної ланки команди.
До складу клубу «Вільярреал» приєднався 2021 року. Станом на 14 листопада 2022 року відіграв за вільярреальський клуб 22 матчі в національному чемпіонаті.

### «Челсі»
30 червня 2023 року Джексон підписав восьмирічну угоду з клубом «Челсі» до 2031 року за 32 мільйони фунтів стерлінгів. 13 серпня він дебютував у складі клубу в матчі Прем'єр-ліги проти «Ліверпуля», який завершився внічию 1:1. Джексон забив свій перший гол за «Челсі» 25 серпня 2023 року у ворота «Лутон Таун». 6 листопада забив свій перший хет-трик в грі проти Тоттенгема, який завершився перемогою Челсі 4:1.

## Статистика виступів

### Статистика клубних виступів
| Сезон             | Команда           | Чемпіонат         | Чемпіонат | Чемпіонат | Національний кубок | Національний кубок | Національний кубок | Континентальні кубки | Континентальні кубки | Континентальні кубки | Інші змагання | Інші змагання | Інші змагання | Усього | Усього |
| Сезон             | Команда           | Ліга              | Ігор      | Голів     | Ліга               | Ігор               | Голів              | Ліга                 | Ігор                 | Голів                | Ліга          | Ігор          | Голів         | Ігор   | Голів  |
| ----------------- | ----------------- | ----------------- | --------- | --------- | ------------------ | ------------------ | ------------------ | -------------------- | -------------------- | -------------------- | ------------- | ------------- | ------------- | ------ | ------ |
| 2020–21           | «Мірандес»        | Сегунда           | 16        | 1         | КІ                 | 1                  | 0                  |                      | -                    | -                    |               | -             | -             | 17     | 1      |
| 2021–22           | «Вільярреал Б»    | RFEF              | 27        | 7         |                    | -                  | -                  |                      | -                    | -                    |               | 2             | 2             | 27     | 7      |
| 2021–22           | «Вільярреал»      | Ла-Ліга           | 8         | 0         | КІ                 | 1                  | 0                  | ЛЧ                   | 0                    | 0                    | СУ            | 0             | 0             | 9      | 0      |
| 2022–23           | «Вільярреал»      | Ла-Ліга           | 26        | 12        | КІ                 | 2                  | 0                  | ЛК                   | 10                   | 1                    |               | -             | -             | 38     | 13     |
| 2023-24           | «Челсі»           | Прем'єр-ліга      | 10        | 5         |                    | 3                  | 1                  |                      |                      |                      |               |               |               | 13     | 6      |
| Усього за кар'єру | Усього за кар'єру | Усього за кар'єру | 87        | 25        |                    | 7                  | 1                  |                      | 10                   | 1                    |               | 2             | 2             | 106    | 29     |

## Титули та досягнення
Челсі
- Переможець Ліги конференцій УЄФА: 2025
- Переможець Клубного чемпіонату світу: 2025